# Wurtleutetweute

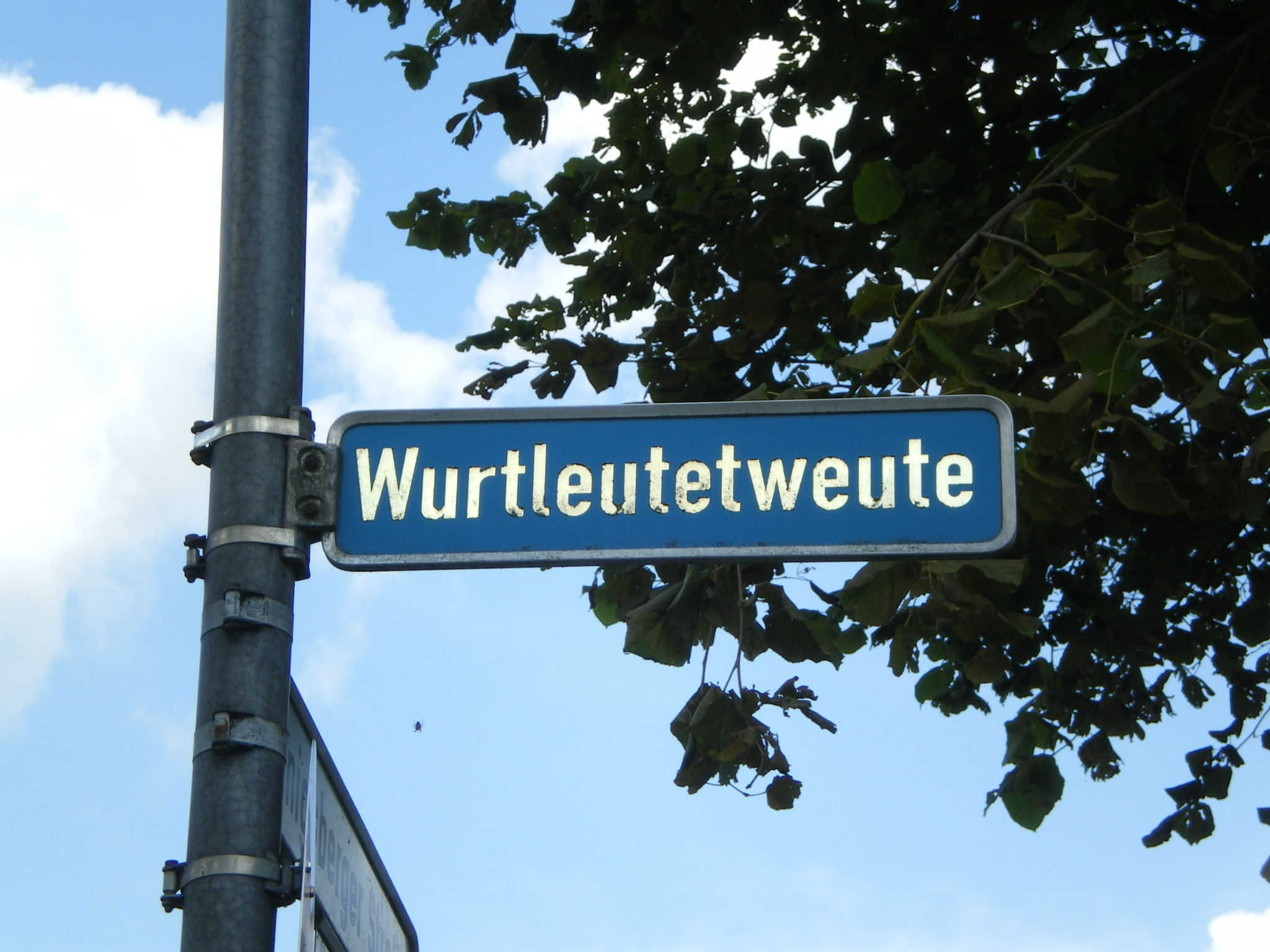
Beschilderung der Straße

Wurtleutetweute ist der Name einer Straße in der schleswig-holsteinischen Stadt Brunsbüttel, umgangssprachlich auch als Kuddelmuddelstraße bezeichnet.

## Name
Als Bezeichnung für eine Straße ist er wahrscheinlich einmalig. Die Bezeichnung leitet sich aus einzelnen plattdeutschen Begriffen ab und ist im Zuge des Baus des Kaiser-Wilhelm-Kanals entstanden. 
Im Einzelnen setzt er sich zusammen aus den Begriffen „Wurt“, einer plattdeutschen Bezeichnung für einen künstlich aufgeschütteten Hügel, ähnlich einer Warft, womit konkret der aufgeschüttete Kanalaushub bezeichnet wurde, „Leute“ für die Menschen, die über diesen Hügel laufen und dem „Tweute“, einer weiteren plattdeutschen Bezeichnung für Straße, ähnlich Twiete; siehe auch Brandstwiete.

## Verlauf
Die Straße selbst ist zirka zwei Kilometer lang und führt aus dem historischen Zentrum der Stadt in das nordwestlich gelegene Industriegebiet sowie eine davor gelegene Wohnsiedlung aus den 1950er- und 1960er-Jahren.
An der Straße liegen unter anderem ein Friedhof, ein Steinmetz, ein Kiosk samt DHL- und Post-Filiale, ein Bäcker und Teile des historischen Beamtenviertels. Die Straße zählt mit zu den höchstgelegenen Punkten des Stadtgebietes.
Koordinaten: 53° 54′ 7,2″ N, 9° 8′ 34,9″ O